# 의심 품기
《의심 품기》(프랑스어: La Puce à l'oreille)는 1907년 쓴 조르주 페이도의 희곡이다. 프랑스 보드빌 작가 조르주 페이도의 작품은 리드미컬한 대사, 잘 짜여진 줄거리가 특징이다. ＜의심 품기＞는 그중 백미라 할 만하다. 이오네스코는 이 작품을 “누구나 이 작품에서 연극의 본질, 또는 적어도 희극적인 것의 본질을 발견할 수 있을 것”이라고 평했다.

## 배경
샹드비즈 부인이 잘못 배달되어 온 소포 때문에 남편을 오해하면서 에피소드가 시작된다. 2막에 이르면 모든 인물들이 미네 갈랑 호텔에 집결하여 쫓고 쫓기며 코믹한 상황을 연출한다. 리드미컬한 대사와 전개, 잘 짜여진 줄거리, 희극성을 배가하는 무대장치 도입 등 그의 극작 특징이 종합되어 있는 작품이다.
페이도가 1910년 이후 이른바 부부 소극을 통해 부부 문제를 본격적으로 다루기 시작하기 직전에 발표한 3막 보드빌로서 프랑스 문화 예술계에 벨에포크 양식이 성행하던 1907년 3월 2일 바리에테 극장에서 초연되었다. 원제의 직역인 ‘귓속의 벼룩’은 ‘불안’이나 ‘의심’을 뜻하는 관용어로 부부나 연인 사이의 불륜과 불화를 의미한다. 극 구조와 언어의 미학적 완성도 면에서 높이 평가받는다.
부조리극의 대가 이오네스코는 페이도로부터 직접 영향받았다고 밝히며 특히 이 작품에 대해 “누구나 이 작품에서 연극의 본질, 또는 적어도 희극적인 것의 본질을 발견할 수 있을 것”이라고 평했다.